# Años 690 a. C.
Los años 690 antes de Cristo transcurrieron entre los años 699 a. C. y 690 a. C.

## Acontecimientos
- 699 a. C.: en Elam, Khallushu sucede a Shuttir-Nakhkhunte como rey del Imperio elamita.
- 697 a. C.: en China nace el duque Wen de Jin.
- 697 a. C.: en China fallece Zhou Huan Wang, rey de la dinastía Zhou.
- 696 a. C.: en China, Zhou Zhuang Wang se convierte en rey de la dinastía Zhou.
- 696 a. C.: los cimerios saquean Frigia. Posible migración de los armenios.
- 692 a. C.: se documenta que el rey Karib'il Watar de Saba entrega regalos (tributo) al rey Senaquerib de Asiria. En esta época, en Etiopía se inscribe a W'rn Hywt de D'mt en la documentación de inscripciones, y se menciona al rey de Saba, Karib'il Watar.
- 691 a. C.: el rey Senaquerib de Asiria derrota al rey Humban-nimena de Elam en la batalla de Halule.
- 690 a. C. (aprox.): en el Antiguo Egipto, asciende al trono Taharqa, un rey de la XXV dinastía.
- 690 a. C. (aprox.): en India fallece Manavá, autor de uno de los Sulba-sutras (textos sobre geometría).